# Ryan Zamroz
Ryan Zamroz, né le 20 février 1987 à Perkasie, en Pennsylvanie, est un joueur de basket-ball americano-italien. Il évolue au poste d'arrière.